# شهرک نوین، پراگ

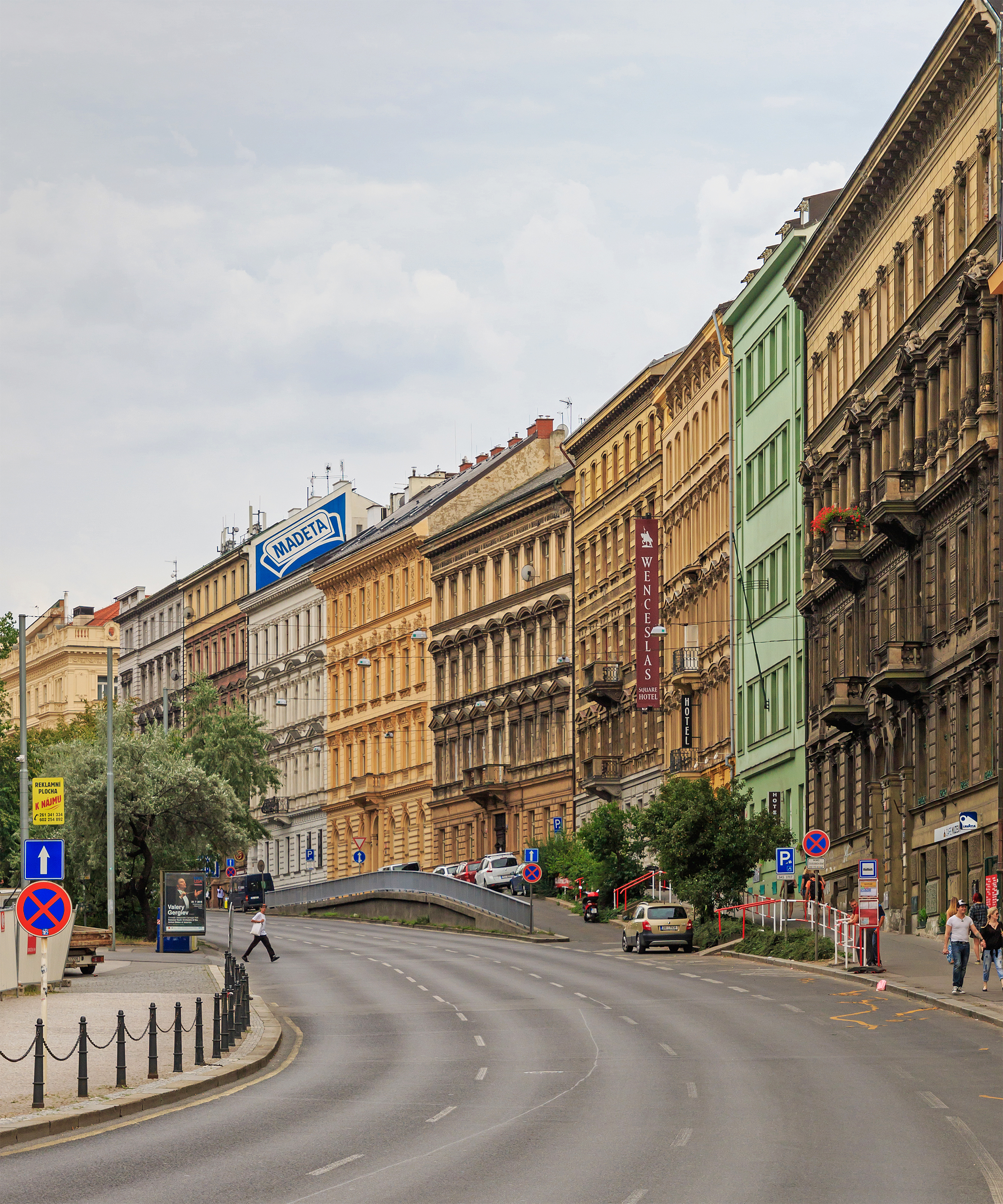
یکی از خیابان‌های این محله

شهرک نوین (چکی: Nové Město) محله‌ای در شهر پراگ در جمهوری چک است. این محله، بزرگترین و جدیدترین منطقهٔ مسکونی (از قرون وسطی تا سال ۱۷۸۴) در پراگ محسوب می‌شود و اینک، دربرگیرندهٔ بخش تاریخی شهر پراگ امروزی است. این شهرک در سال ۱۳۴۸ میلادی توسط کارل چهارم، در بیرون دیوارهای شهر و در جنوب شرقی «شهرک قدیمی» و در مساحتی در حدود ۷٫۵ کیلومتر مربع بنا نهاده شد که در آن موقع، ۳ برابر «شهرک قدیمی» مساحت داشت. جمعیت شهر پراگ در سال ۱۳۷۸ میلادی، ۴۰٬۰۰۰ نفر بود که بدین‌ترتیب، چهارمین شهر پرجمعیت شمالِ رشته‌کوه‌های آلپ و سومین شهر بزرگ اروپا به‌لحاظ مساحت محسوب می‌شد. با آنکه این شهرک در قرن ۱۴ میلادی بنا شد، اما ساختمان‌ها و کلیساهای اندکی از آن دوران باقی است. مهمترین جاذبهٔ توریستی این محله، میدان واتسلاو است که در اصل یک بازارچه فروش اسب بود، اما امروزه مرکز تجارت و گردشگری شده است.